# Alderico (kardynał)
Alderico (zm. w 1130) – włoski kardynał, mianowany przez Honoriusza II w lutym 1125. 

## Życiorys
W wyniku XVI-wiecznego fałszerstwa przez długi czas przypisywano mu przynależność do genueńskiej rodziny Cibo, w rzeczywistości jednak nic bliżej nie wiadomo o jego pochodzeniu. W 1125/26 był legatem w Camaldoli. Podpisywał bulle papieskie między 5 maja 1125 a 7 maja 1128. W lutym 1130 stanął po stronie antypapieża Anakleta II i prawdopodobnie niedługo potem zmarł.